# Storm (canção)
"Storm" é o nono single da banda de rock japonesa Luna Sea, lançado em 15 de abril de 1998 pela Universal Music Japan e incluído no álbum Shine.
Foi o quarto single da banda a alcançar a primeira posição na Oricon Singles Chart, mantendo-se por 10 semanas. Em abril de 1998 foi certificado Platina pela RIAJ por vender mais de 400.000 cópias. "Storm" foi o 29º single mais vendido do ano, com 720.370 cópias vendidas, que o torna o single mais bem sucedido do Luna Sea.
Foi nomeada para o MTV Video Music Awards de 1998 em Escolha da Audiência International (Japão).

## Composição
Storm foi composta por J e Kono Sekai no Hate de (この世界の果てで) foi composta por Inoran.
O guitarrista Sugizo citou "Storm" como uma das canções que ele tentou replicar a "sensação psicodélica de bandas de shoegaze usando efeitos, como tocar rápido com um pedal wah-wah ou usar tape-echo e harmonizadores." Segundo ele, "não consegui descobrir como eles faziam isso, então eu apenas fiz do meu próprio jeito."

## Recepção e legado
Alcançou a primeira posição na Oricon Singles Chart, mantendo-se por 10 semanas. Foi certificado disco de Platina em abril de 1998 pela Recording Industry Association of Japan (RIAJ) por vender mais de 400.000 cópias. "Storm" foi o 29º single mais vendido do ano no Japão, contando com 720.370 cópias vendidas, que o torna o single mais bem sucedido da banda.
Versões cover
A cantora pop Nami Tamaki fez um cover de "Storm" para o álbum de tributo Luna Sea Memorial Cover de 2007 -Re: birth-.
Também foi tocada por Lolita23q na compilação Crush! -90's V-Rock Best Hit Cover Songs-, lançado em 26 de janeiro de 2011 e apresenta bandas de visual kei atuais fazendo covers de canções de bandas que foram importantes para o movimento visual kei dos anos 90.

## Faixas
Todas as letras escritas por Ryuichi. 
| N.º            | Título                                     | Música         | Duração |  |
| 1.             | "Storm"                                    | J              | 5:08    |  |
| 2.             | "Kono Sekai no Hate de" (この世界の果てで) | Inoran         | 5:59    |  |
| Duração total: | Duração total:                             | Duração total: | 11:07   |  |

## Ficha técnica
Luna Sea
- Ryuichi - vocais
- Sugizo - guitarra
- Inoran - guitarra
- J - baixo
- Shinya Yamada - bateria

## Desempenho nas paradas
| Parada (1998)                | Posição de pico |
| ---------------------------- | --------------- |
| Japão (Oricon Singles Chart) | #1              |